# محمد سليمان الفكي الشاذلي
محمد سليمان  الشاذلي (مواليد أم درمان) هو روائي وقاص وإعلامي سوداني بريطاني.
 حائز على جائزة الطيب صالح العالمية للآداب وعدد من الجوائز المحلية والعالمية

## مولده وتعليمه
ولد محمد سليمان الفكي الشاذلي بمدينة ام درمان عام 1964 والتحق بخلوة الشيخ الفنجري لحفظ القرآن.ثم مدرسة الكتيابي الابتدائية أمدرمان.ومنها الى مدرسة حي العرب الثانوية العامة ثم مدرسة محمد حسين الثانوية العليا أمدرمان قبل ان يلتحق بجامعة الخرطوم عام 1983 ويتخرج منها بدرجة بكالوريوس الآداب والتربية- لغة فرنسية عام 1987

## مسيرته
درس اللغة الفرنسية وآدبها بجامعة الخرطوم، وبعدما حصل على بكالوريوس الآداب والتربية، بُعث لجامعة بواتيي الفرنسية ضمن برامج ومناهج التأهل لدرجة البكالوريوس في الآداب والتربية (لغة فرنسية). عمل باللغتين العربية والإنجليزية ككاتب أول ثم منتج أول لأفلام وثائقية وحقوقية، وذلك في عدد من المؤسسات الإعلامية في لندن ونيويورك ودبي والدوحة وغيرها. درس دورات في الأدب الأمريكي، وحاصل على شهادة درجة الامتياز في اللكنة الأمريكية في واشنطن. عاش معظم سنين حياته بمدينة لندن، ونشر قصصًا في صحيفة الشرق الأوسط في حقبة التسعينيات. أنتج تقارير وأفلام تلفزيونية، كما يعمل إعلاميا ومترجما فوريا. 
يعمل حاليا كرئيس متنقل بين الدوحة ونيويورك للقسم الإنجليزي للحريات العامة وحقوق الإنسان بقناة الجزيرة. ويساهم أثناء عمله – مع قسم الشراكات بالجزيرة- على العمل والتواصل المستمر مع الأمم المتحدة: منظمة اليونسكو، كما يتواصل مع المفوضية السامية لحقوق الإنسان التابعة للأمم المتحدة، إضافة للجنة الأمم المتحدة لحقوق الإنسان ومجلس حقوق الإنسان – جنيف- التابع للأمم المتحدة ومنظمتي الصليب الأحمر والهلال الأحمر والفاتيكان..
تدرس روايته (السواد المر: معاون الخليفة الذي طعنته سبية يزيدية ضمن المنهج الدراسي لجامعة Grand Valley State   الأمريكية تحت عنوان Comparative Politics of the Middle East (PLS 320) وذلك للأعوام  الدراسيية 2019/ 2020/2021/2022/2023

## مساهماته الأدبية حول الحرب الأهلية في بلاده
ومن بين أهم مساهماته قصته القصيرة "احرب على سمعان أم حرب على السودان، وهي واحدة من أولى الأعمال الأدبية التي تصور بشكل مؤثر الحقائق المريرة للحرب الحالية في السودان، من خلال هذه الرواية القوية، يسلط الشاذلي الضوء على الجانب الإنساني لتأثير الصراع، مما يوفر عدسة متعاطفة يمكن للقراء من خلالها فهم أثرها المدمر على الأفراد والمجتمعات.
بالإضافة إلى القصة القصيرة المذكورة أعلاه، قام الشاذلي بتأليف روايتين مميزتين عن الحرب  (باللغة العربية). وهما رواية ( بيت أبي والحرب ) و رواية ( مقبرة السبايا في قلب امدرمان ) حيث تقدم الروايتان منظورًا شخصيًا وإنسانيًا عميقًا حول الانقسامات والصراعات التي تحدد الصراع. من خلال شخصيات مقنعة ومؤامرات مثيرة للتفكير، تكشف أعمال الشاذلي ليس فقط عن مصاعب الحرب ولكن أيضًا عن المرونة الدائمة للحرب للذين وقعوا في قبضتها.

## أعماله بالعربية
- 1983: الودعات السبع (قصص قصيرة)
- 1983: الصمت أخيرا
- 1984: الجثة المحرمة (قصص قصيرة)
- 1985: المدينة القديمة (قصص قصيرة)
- 1986: البجع الذي يترآى فيلة (شعر)
- 1989: القنافذ تبكي شتاءً
- 2014: معاً إلى الموت (قصص قصيرة)
- 2014: بيتي بين الأموات (رواية)
- 2014: السواد المر (رواية)
- 2015: مقاطعة الضوء الأحمر (رواية)
- 2016: ساعات يهودية
- 2016: جريمة قتل في الريف الإنجليزي (رواية)
- 2016: الأمريكية والأخرى (رواية)
- 2017: الأمريكية والأخرى (رواية)
- 2018: دهليز البلدة (مجموعة قصص قصيرة)
- 2020 : صقر الجديان ( رواية )
- 2023: انا لا اخافك ايها الموت ( رواية )

### أعماله باللغة الانجليزية
- Bitter Blackness: The Caliph Assistant Who Was Assassinated By A Yazidi Girl/US- صدرت عام 2017
- Shadow OF The South/Dubai صدرت عام 2015
- Jewish Watches/US صدرت عام 2016
- Swans Seen As Elephants/UK صدرت عام 1998
- The Tormented Sufi/UK صدرت عام 2004
- A war Against Sam'an or A War On Sudan -  صدرت عام 2024 [6]

## جوائز
حصل على المركز الثاني في الدورة الثالثة لجائزة الطيب صالح العالمية للإبداع الكتابي عام 2013، عن مجموعته القصصية «طبيعة غير صامتة». وكان قبل ذلك وفي بداية الثمانينيات قد حصل وهو طالب في جامعة الخرطوم على عدة جوائز منها
جائزة جامعة الخرطوم عام 1983 عن “الودعات السبع
جائزة جامعة الخرطوم عام 1984 عن “الجثة المحرمة”
جائزة وزارة الشباب عام 1985 عن “المدينة القديمة”